# 존 마이어스
존 마이어스(John Myhers, 영어 발음: /ˈmaɪə(r)z/, 1921년 12월 18일 ~ 1992년 5월 27일)는 미국의 배우이다.
오클레어에서 태어났으며 로스앤젤레스에서 사망하였다. 사인은 폐렴이다.  포리스트 론 메모리얼 파크에 매장되었다.

## 출연 작품
- 비버리 힐스 테러
- 세계사
- 인생은 미완성
- 프라이벗 아이스
- 쉐기 D.A.
- 프라이즈파이터
- 린다 러브레이스를 대통령으로

### 텔레비전
- 꿈꾸는 낙원